# حلقي الهكسين
حلقي الهكسين (أو سيكلوهكسين) هو مركب عضوي من مجموعة الألكينات الحلقية،  له الصيغة الكيميائية C6H10، ويكون على شكل سائل عديم اللون.
تتكون بنية المركب من حلقة سداسية حاوية على رابطة مضاعفة واحدة.

## التحضير
يحضّر المركب انطلاقاً من حلقي الهكسانول من خلال تفاعل حذف محفز حمضياً:
تتم العملية وفق تفاعل حذف من نمط 2,1 ويتبع التفاعل آلية من النمط E1.

## الخواص
يوجد حلقي الهكسين على شكل سائل عديم اللون له رائحة تشبه الفينول، لا ينحل في الماء، ويمتزج مع المذيبات العضوية. تبلغ نقطة الوميض عند الدرجة −17 °س، أما درجة حرارة الاشتعال الذاتي فتبلغ 265 °س. يوجد المركب على هيئة عدة أشكال أثبتها شكل «نصف الكرسي».
يتأكسد المركب باستخدام بيروكسيد الهيدروجين بوجود حفاز من التنغستن.

## الاستخدامات
يستخدم حلقي الهكسين كمركب طليعي في تحضير مركبات عضوية عدة مثل حمض الأديبيك وحمض الماليك وأكسيد حلقي الهكسين.
كما يستخدم ضمن المذيبات العضوية المستعملة في الصناعات المختلفة مثل صناعة اللواصق.